# تیه‌پین
تیه‌پین (به انگلیسی: Thiepine) یک ترکیب شیمیایی با شناسه پاب‌کم ۱۲۴۴۴۲۸۶ است.